# Lucilla Galeazzi

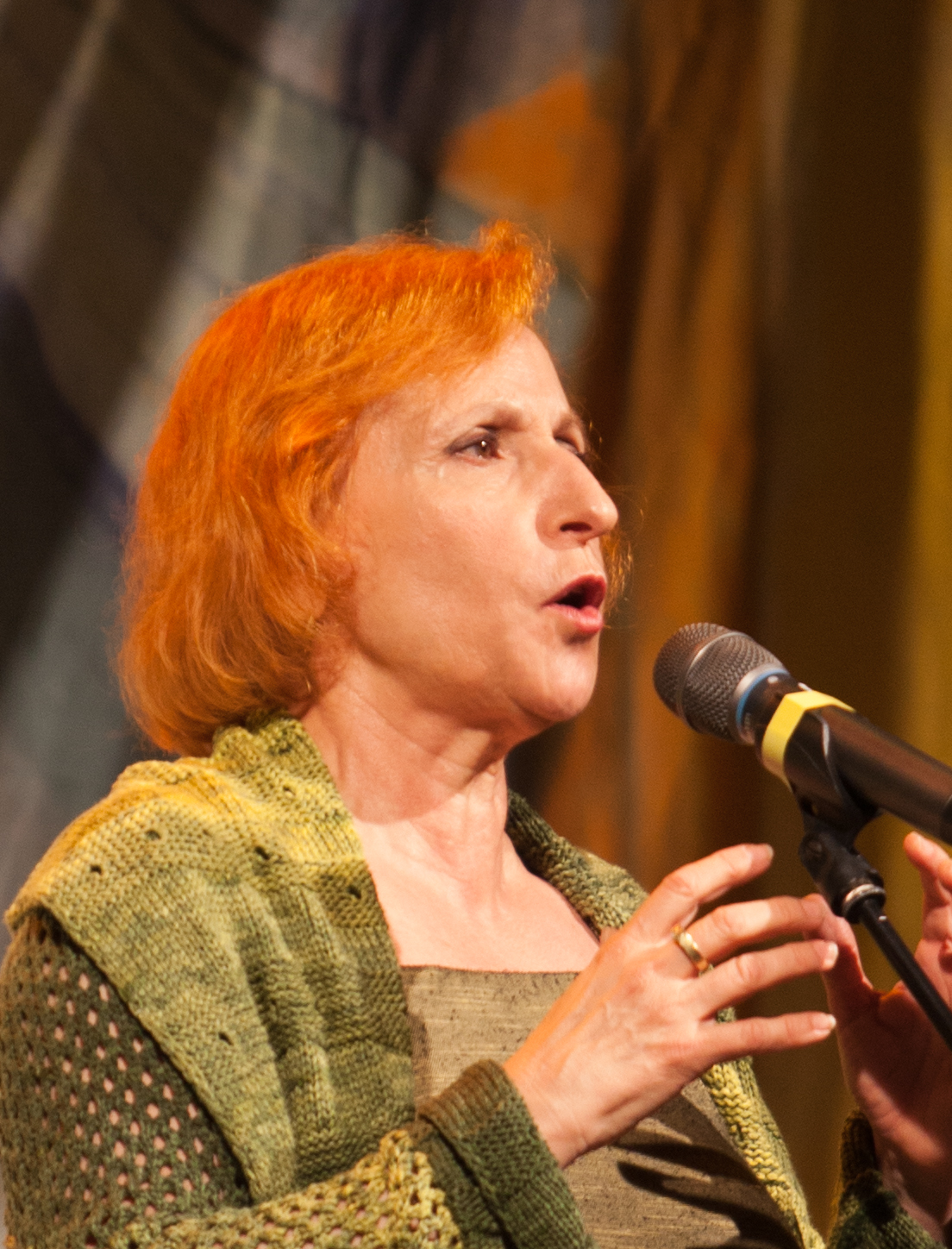
Lucilla Galeazzi beim TFF Rudolstadt 2013

Lucilla Galeazzi (* 24. Dezember 1950 in Terni, Umbrien) ist eine italienische Sängerin. In den 1970er und -80er Jahren gehörte sie zu den bekanntesten Stimmen des italienischen Folk-Revivals um Giovanna Marini. 1987 begann sie ihre Solokarriere, produzierte jedoch viele Alben zusammen mit anderen Musikern.

## Karriere
Lucilla Galeazzi begann ihre Karriere als Jugendliche in einer Popgruppe. Entscheidend geprägt wurde sie durch die Begegnung mit den Ethnomusikologen Valentino Paparelli und Alessandro Portelli in Valnerina; bei der Sopranistin Michiko Hiroyama und dem Bass Gianni Socci hatte sie Gesangsunterricht. 1977 wurde sie Mitglied im Vokalquartett von Giovanna Marini, mit dem sie vier Alben einspielte und auch international auftrat. In Roberto de Simones Produktion Stabat Mater trat sie 1986 in der Oper von Neapel auf und war dann auf Tournee in den USA.
1987 gründete Galeazzi ihr erstes eigenes Trio Il Trillo mit Ambrogio Sparagna und Carlo Rizzo, in dem sie mündlich überlieferte Volkslieder zeitgemäß interpretierte. In späteren Produktionen erweiterte sie ihr Repertoire in Richtung Barockmusik und Jazz. Mit den Jazzmusikern Michel Godard und Vincent Courtois gründete sie das Trio Rouge; daneben gehörte sie mehrere Jahre zu Christina Pluhars Barockensemble L’Arpeggiata. Weiterhin ist sie Mitglied des Projekts Bella Ciao, das Arbeiter- und Partisanenlieder Italiens neu interpretiert. 2019 stellte sie mit Sängerinnen aus Galizien und dem belgischen Ensemble Ialma Arbeitslieder von Frauen auf dem Album Alegria e Libertà vor. Galeazzi erinnerte zudem an große historische Themen: Ihre Produktion Il Fronte delle Donne gedenkt der Rolle der Frauen im Ersten Weltkrieg; die Produktion La Nave a Vapore widmet sich der Geschichte der Auswanderung aus Italien.

## Diskographie (Auswahl)
- 1977: Giovanna Marini: Correvano coi carri
- 1977: Giovanna Marini: La grande madre impazzita
- 1980: Giovanna Marini: Cantate pour tous les jours 1 e 2
- 1984: Giovanna Marini: Pour Pier Paolo Pasolini
- 1986: Anninnia (Mit Paolo Damiani)
- 1986: Il paese con le ali (Mit Ambrogio Sparagna)
- 1987: Lucilla Galeazzi und Giancarlo Schiaffini: Per Devozione
- 1990: Cantata profana (Mit Giovanna Marini)
- 1992: Il Trillo (L. Galeazzi, Ambrogio Sparagna, Carlo Rizzo)
- 1993: Giofà il servo del re (Mit Ambrogio Sparagna)
- 1995: Invito (Mit Ambrogio Sparagna)
- 1995: L. Galeazzi und Claude Barthélemy Trio: Rock’s Airs de la lune
- 1996: Mammas (Mit Philippe Eidel)
- 1997: Cuore di terra
- 1997: Banda Cittá Ruvo di Puglia: La Banda (Mit Michel Godard)
- 1997: La via dei Romei (Mit Ambrogio Sparagna)
- 1998: Michael Riessler: Honig und Asche
- 1999: Michel Godard: Ali d’oro
- 2000: Michel Godard: Castel del Monte (Mit Linda Bsiri, Pino Minafra, Gianluigi Trovesi, Jean-Louis Matinier, Renaud Garcia-Fons & Pierre Favre)
- 2001: Lunario
- 2002: Christina Pluhar / L’Arpeggiata: La Tarantella
- 2002: Renaissance (Mit Philippe Eidel)
- 2004: Christina Pluhar / L’Arpeggiata: All’improvviso
- 2004: Trio Rouge (Lucilla Galeazzi, Michel Godard, Vincent Courtois)
- 2005: Amore e Acciaio
- 2010: Sopra i tetti di Firenze (mit Riccardo Tesi, Maurizio Geri)
- 2010: Ancora Bella Ciao Lucilla Galeazzi (mit D. Polizzotto, S. Scatozza)
- 2011: Christina Pluhar / L’Arpeggiata: La Tarantella / Antidotum Tarantulae
- 2012: Il Natale dei Semplici (mit N. Citarella, C. Bava ciaramella, G. Galfetti, C. Califano, Nora Tigges)
- 2012: Christina Pluhar / L’Arpeggiata: Los Pájaros Perdidos – The South American Project
- 2013: Festa Italiana (mit N. Citarella, Marco Ambrosini, K. Seddiki, C. Califano, C.Rizzo, F.Turrisi, L. Teruggi, S. Napoli, A. Sparagna, A. D’Alessandro)
- 2015: Sirena dei Mantici (mit Ascanio Celestini, Lucilla Galeazzi, Fisorchestra Fancelli, M. Gatti)
- 2015: Bella Ciao (mit Riccardo Tesi, Andrea Salvadori, Gigi Biolcati, Elena Ledda, Ginevra Di Marco, Alessio Lega)
- 2019: Alegria e Libertà